# Modewort
Als Modewort werden Wörter oder Redewendungen bezeichnet, „die – einer Mode vergleichbar – nur in einer bestimmten Zeit mit Vorliebe gebraucht werden, nachher jedoch kaum noch üblich sind“. Entweder verschwinden sie irgendwann ganz aus der Sprache oder sie werden nur noch relativ selten gebraucht, so dass sie ihren Charakter als Modewort einbüßen.

## Verbreitung und Funktion
Modewörter können für die gesamte Sprachgemeinschaft bedeutend sein. In vielen Fällen spielen sie jedoch lediglich in bestimmten Sprechergruppen eine Rolle und zeigen die Zugehörigkeit zu der betreffenden Gruppe an. Zur Vorstellung vom Modewort gehört, dass es häufig verwendet wird. Damit ist jedoch die Gefahr gegeben, dass es zu einer „Wortschablone“ wird und infolgedessen an Aussagekraft verliert.

## Beispiele aus dem Deutschen
Aus heutiger Sicht hat es Modewörter zu allen Zeiten gegeben. Als ein Modewort des Barockzeitalters wird „Empfindsamkeit“ angegeben. Das Beispiel zeigt, dass Modewörter zeitgebunden sein können: Es ist nicht aus der Sprache verschwunden, aber auch kein auffällig häufig gebrauchtes Wort mehr.
Ausdrücke der Zustimmung/Bekräftigung unterliegen anscheinend besonders raschen Modewechseln, so „fabelhaft“ und „sauber“ oder auch „ganz groß“, die später kaum noch eine Rolle spielten und von anderen abgelöst wurden, zum Beispiel durch „echt“, das seinerseits den Höhepunkt seiner Verwendung überschritten hat.
Seit 1971 werden von der Gesellschaft für deutsche Sprache (GfdS) charakteristische Begriffe des aktuellen Zeitgeschehens zum Wort des Jahres gewählt. In ähnlicher Weise werden Modewörter oder populäre Phrasen auch als Unwort, Jugendwort oder der Satz des Jahres ausgezeichnet. Typische neue Formulierungen des „motorisierten Amtsschimmels“ wie Richtungsfahrbahn (statt Richtung), Zähflüssigkeit, Ortsbereich, ausgeschildert, Sichtverhältnisse, Nebelbildung, Verkehrsaufkommen, liegengebliebender Lkw, einstreifige Verkehrsführung fanden und finden sich auch in den Verkehrsmeldungen vieler Radiosender.
Um 2018 und danach zählten zu Modewörtern im Deutschen beispielsweise „auf Augenhöhe“, „steht im Raum“, „generieren“, „nachschärfen“, "Event", „orchestrieren“, „achtsam“, "liefern" (in anderer Bedeutung), „proaktiv“, „Hammer“, „schlussendlich“, „letztendlich“, "nachjustieren", "pulverisieren",  „Gastro“, „Luft nach oben“, „Stand heute“, „temporär“, „Ikone“, „Legende“, „Potenzial“, „Präsenz“, „zeitnah“, „verorten“, „vor Ort“, „das neue Normal“, „im Nachgang“, „Update“, „viral gehen“, „auf dem Schirm haben“, „punkten“, „aus der Zeit gefallen“, „schlicht und ergreifend“, „am Ende des Tages“, „Trade“ und „traden“, „Move“ und „gefühlt ...“. Weitere Beispiele sind „tierisch“, „irre“, „mega“ (für „sehr“ u. ä.) sowie „schizophren“ (außerhalb der medizinisch-psychiatrischen Bedeutung). Das gilt auch für den Begriff „toxisch“. In Interviews und ähnlichen Sprachformen werden für das verpönte „ja“ als Ersatz „genau“, „in der Tat“ oder „So ist es“ verwendet, Aussagen werden häufig verstärkt durch die Füllwörter „tatsächlich“, „natürlich“, „exakt“ oder „faktisch“, im Fußball häufig „Wir haben unser Bestes gegeben.“

## Sprachkritik zum Modewort
Modewörter waren wiederholt Gegenstand von Sprachkritik und Stillehren. Schon das Buch Zeitungs Lust und Nutz von Kaspar Stieler, 1695/1697 erschienen, bringt in einem umfangreichen Anhang auf 60 Seiten (im Nachdruck) eine Sammlung und „Erklärung Derer in den Zeitungen gemeiniglich vorkommenden fremden und tunklem Wörter (...) worinnen aber die gar zu bekante Worte mit Fleiß übergangen worden“. In der Stilfibel von Ludwig Reiners (1896–1957) heißt es „Meiden Sie Modewörter!“ Auch Wolf Schneider, ehemaliger Leiter der Hamburger Journalistenschule, befasste sich in seinen Werken immer wieder mit Modewörtern und riet von ihrem Gebrauch ab. Allerdings hielt er sie auch für aufschlussreich: „Künftigen Sprachforschern werden die jeweiligen Modewörter die einfachsten Schlüssel zum Geist oder Ungeist der Epoche sein…“